# Проституция в Никарагуа
Проституция в Никарагуа легальна, но пропаганда проституции и сводничество запрещены. Минимальный возраст проституции - 18 лет. По оценкам, в 2015 году в стране насчитывалось около 15 000 проституток.
Проституция - обычное дело в Манагуа. Проститутки работают на улицах, в ночных клубах и барах или в массажных салонах.
Проститутки в местном масштабе известны как «зоррас».

## История
С 1880 по 1927 год не существовало законов о проституции. Проститутки, сутенеры и мадам были обвинены в бродяжничестве. Проституция была легализована и регулируется законом с апреля 1927 года. Проститутки должны пройти регистрацию и проходить еженедельный медицинский осмотр. Те, кто не подчинился данным требованиям, были оштрафованы полицией, а после 1933 года - Национальной гвардией[стиль].
В августе 1955 г. приняли закон, запрещающий пропаганду проституции. К тому времени национальная гвардия начала контроль проституции в стране. За контроль над проституцией в тюрьму попали только те, кто не платил взятки.
Начиная с 1960-х годов бизнес-империя президента Сомосы превратилась в проституцию и игорные дома. Национальная гвардия (которую возглавлял Сомоса) благодаря взяткам и коррупции обеспечивала процветание данных учреждений. После того, как в 1979 году Сомоса был свергнут Сандинистским фронтом национального освобождения (СФНО), одним из их первых действий было разрушение и сожжение «большого числа борделей, баров и игорных домов». FSLN ранее выступал за искоренение проституции в своем манифесте 1969 года, но он так и не был принят.

## Судебные помощники
Никарагуа стала первой страной, которая обучила секс-работников быть официальными представителями правительства и судебной системы. В рамках пилотной схемы 16 секс-работников прошли обучение на «Facilitadoras judiciales» (судебные помощники). Это привело к обучению еще 60 секс-работников. Конечная цель - обучить не менее шести секс-работников в каждом муниципалитете (153).
Схема была организована Ассоциацией секс-работников «Подсолнухи» и является частью более крупной инициативы, в рамках которой в стране прошли обучение 4300 фасилитаторов. Схема одобрена судебной системой Никарагуа. Вице-президент Марвин Агилар сказал: «Мы - единственная страна в мире, которая рассматривает секс-работников как« судебных посредников». Единственная страна в мире, которая не пытается арестовать их, где эта деятельность не криминализирована».
Перед судебными фасилитаторами стоят следующие задачи:
- Помощь местным судьям в процессе
- Распространяют гражданско-правовые законы и постановления среди населения.
- Консультировать и сопровождать население в судебных и административных процессах
- Проведение медиации в случаях, предусмотренных законом.
- Направление в соответствующие органы дела, не относящиеся к их компетенции.

## ВИЧ
По оценкам, всего 0,2 % взрослого населения инфицировано ВИЧ, поэтому в Никарагуа один из самых низких показателей распространенности ВИЧ в Центральной Америке. Впервые ВИЧ был обнаружен в Никарагуа в 1987 году, после того как в других странах Центральной Америки были зарегистрированы концентрированные эпидемии. Начало эпидемии, вероятно, было отложено 10-летней гражданской войной в Никарагуа и экономической блокадой под руководством США, в результате чего страна оказалась изолированной на несколько лет. Относительный контроль над коммерческим секс-бизнесом, низкий уровень инфицирования среди потребителей инъекционных наркотиков и запрет на коммерческую продажу крови также замедлили передачу ВИЧ.
Проведенное в сентябре 2005 года исследование ВИЧ среди работников коммерческого секса, о котором сообщила ЮНЭЙДС, показало, что распространенность ВИЧ в этой группе составляет всего 0,2 %. В 2016 году этот показатель увеличился до 2,6 %.

## Детская проституция
Детская проституция широко распространена, особенно в Манагуа, портовых городах, вдоль границ Гондураса и Коста-Рики и вблизи автомагистралей.
Закон разрешает несовершеннолетним в возрасте 14 лет и старше заниматься проституцией. По данным Casa Alianza, от 1200 до 1500 девочек и молодых женщин работают в публичных домах Манагуа, и почти половина из них моложе 18 лет. Каждую ночь сотни девочек-подростков выстраиваются вдоль коммерческого коридора шоссе Масая на южной стороне столицы. Уличные дети занимаются проституцией, часто для того, чтобы поддержать пристрастие к наркотикам.
Никарагуа — это направление для детей-секс-туристов из США, Канады и Западной Европы. Закон предусматривает наказание в виде лишения свободы сроком от пяти до семи лет для осужденных за секс-туризм.

## Секс-торговля
Никарагуа в основном является страной происхождения и транзита женщин и детей, ставших жертвами торговли людьми в целях сексуальной эксплуатации. Никарагуанские женщины и дети становятся жертвами торговли людьми в целях сексуальной эксплуатации внутри страны и в других странах Центральной Америки, Мексике и США. Многие жертвы торговли людьми вербуются в сельской местности или приграничных регионах с ложными обещаниями высокооплачиваемой работы в городских центрах и туристических местах, где они становятся жертвами торговли людьми в целях сексуальной эксплуатации. Члены семей жертв часто участвуют в их эксплуатации, а торговцы людьми, как сообщается, активизировали вербовку в социальных сетях. Никарагуанские женщины и дети становятся жертвами торговли людьми в целях сексуальной эксплуатации в РААН и РААС, где отсутствие сильных правоохранительных органов и более высокий уровень преступности повышают уязвимость местного населения.
Сообщается, что никарагуанцы из северных и центральных департаментов, которые мигрируют в другие страны Центральной Америки и Европы, уязвимы для секс-торговли. В течение отчетного периода, по сообщениям, никарагуанцы входили в число основных национальностей жертв, выявленных в Гватемале. Кроме того, по сообщениям, дети, оставленные этими мигрантами в Никарагуа, становятся уязвимыми для торговли людьми в целях сексуальной эксплуатации.
Управление Государственного департамента США по мониторингу и борьбе с торговлей людьми относит (Office to Monitor and Combat Trafficking in Persons) Никарагуа к списку стран Уровня 2.